# Velikaja (přítok Pskovského jezera)
Velikaja (rusky Великая) je řeka v Pskovské oblasti v Rusku. Je dlouhá 430 km. Povodí řeky má rozlohu 25 200 km².

## Průběh toku
Pramení na Bežanické vysočině, kde protéká přes velké množství mělkých jezer. Na dolním toku teče v široké dolině. Ústí do Pskovského jezera, přičemž vytváří deltu.

### Přítoky
- zleva – Issa, Siňaja, Utroja
- zprava – Soroť, Čerjocha, Pskova

## Vodní režim
Průměrný roční průtok vody u vesnice Pjatonovo činí 134 m³/s. Zamrzá v listopadu a rozmrzá v dubnu. Nejvyšších vodních stavů dosahuje na jaře, kdy hladina stoupá až o 1,6 m. Časté jsou také podzimní povodně. V ústí řeky dochází k přílivu o výšce až 0,5 m.

## Využití
Řeka je splavná pro vodáky. Vodní doprava je možná v délce 45 km od přístavu Beljajevo. Na řece leží města Pskov, Ostrov a Opočka.